# Bichuwa
La bichuwa' o bichawa, en hindi: बिछुवा, en urdu: ा, es una daga, originaria del subcontinente indio, región geográfica que comprende la mayor parte de la India histórica, y consta de una empuñadura de bucle y una hoja ondulada y afilada. Su nombre se debe a su parecido con la picadura de un escorpión, cuyo nombre en hindi es bichuwa. El arma se basaba en la maduvu, o daga de cuernos creada en el sur de la India, y muchos bichuwa tienen hojas que conservan la forma de cuernos de búfalo. Los primeros ejemplos de los bichuwa provienen del imperio medieval del sur de Vijayanagara. Como es relativamente fácil de hacer, la bichuwa ha persistido hasta el siglo XX como daga decorativa.

## Construcción y uso
La bichuwa suele tener una hoja curvada y estrecha y un mango simple con forma de lazo que puede ser cortado con galones. Generalmente mide poco más de 30 centímetros. Al mango a veces se adapta un protector de nudillos. La empuñadura totalmente metálica a menudo se funde en una sola pieza. Los bichuwa medievales del sur de la India están típicamente decorados con la cara de un yali o demonio protector en la empuñadura. Algunos tienen remates en el pomo o incluso sobresalen lateralmente como guardamanos o guardas. Algunos bichuwa son bifurcados o incluso de doble hoja.
El tamaño pequeño del arma significaba que era fácil de ocultar en una manga o faja de cintura. Un bichuwa se combinaba a menudo con un bagh naka, ya sea añadiendo las garras a la empuñadura del bichuwa, o añadiendo la hoja a uno de los bucles del bagh nakha. El primer tipo tendió a ser más grande que el segundo. Esta arma combinada, conocida como bichuwa bagh naka, fue utilizada por el líder de la guerra maratha Shivaji para asesinar a Afzal Khan en el siglo XVII. El arma de Shivaji se llamaba Bhawani o "dador de vida", aunque algunos relatos sugieren que este era el nombre de su espada.